# Гайнц-Отто Фабіан
Гайнц-Отто Фабіан (нім. Heinz-Otto Fabian; 1 березня 1918 — 16 вересня 1990) — німецький офіцер, майор вермахту, бригадний генерал бундесверу. Кавалер Лицарського хреста Залізного хреста з дубовим листям.

## Біографія
В 1937 році вступив в 64-й піхотний полк. З 1 вересня 1939 року — командир 6-ї роти 193-го піхотного полку, з 1 лютого 1940 року — ордонанс-офіцер 2-го батальйону 516-го піхотного полку 295-ї піхотної дивізії. Учасник Французької кампанії і німецько-радянської війни. Взимку 1942 року був важко поранений в Сталінграді. Після одужання призначений командиром свого батальйону. В жовтні 1943 року відряджений в штаб 90-ї моторизованої дивізії в Італії. З 1 березня 1944 року — командир 2-го батальйону 361-го моторизованого полку своєї дивізії. Відзначився в боях під Кассіно. З 1 серпня 1944 року — командир батальйону супроводу фюрера, потім — 2-го моторизованого полку дивізії супроводу фюрера.

## Звання
- Лейтенант (1 вересня 1939)
- Оберлейтенант (1941)
- Гауптман (1 березня 1943)
- Майор (1 травня 1944)

## Нагороди
- Залізний хрест
  - 2-го класу (1 січня 1941)
  - 1-го класу (3 жовтня 1941)
- Штурмовий піхотний знак в сріблі (25 листопада 1941)
- Медаль «За зимову кампанію на Сході 1941/42» (9 серпня 1942)
- Хрест Воєнних заслуг 2-го класу з мечами
- Німецький хрест в золоті (8 грудня 1942)
- Лицарський хрест Залізного хреста з дубовим листям
  - лицарський хрест (15 березня 1943)
  - дубове листя (№522; 9 липня 1944)
- Срібна медаль «За військову доблесть» (Італія) (1943)
- Нагрудний знак «За поранення» в сріблі
- Нагрудний знак ближнього бою в бронзі (1944)